# فولفغانغ يوب
فولفغانغ يوب (بالألمانية: Wolfgang Joop) (و. 1944  م) هو مؤلف، ورسام توضيحي، ومصمم أزياء، وأستاذ جامعي، وكاتب ألماني، ولد في بوتسدام.

## التعليم
تعلم في جامعة براونشفايغ التقنية.

## جوائز
حصل على جوائز منها:
- جائزة المنافسة العامة  [لغات أخرى]‏ (1946)
- قائد الفنون والآداب

## وصلات خارجية
- فولفغانغ يوب على موقع IMDb (الإنجليزية)
- فولفغانغ يوب على موقع مونزينجر (الألمانية)
- فولفغانغ يوب على موقع ديسكوغز (الإنجليزية)
- فولفغانغ يوب على موقع قاعدة بيانات الفيلم (الإنجليزية)
- فولفغانغ يوب على موقع كينوبويسك (الروسية)
- فولفغانغ يوب في قاعدة بيانات الأفلام على الإنترنت